# Galaxias divergens
Galaxias divergens är en fiskart som beskrevs av Stokell, 1959. Galaxias divergens ingår i släktet Galaxias och familjen Galaxiidae. Inga underarter finns listade i Catalogue of Life.